# Nadjata
Nadjate galaksij so velike strukture, sestavljene iz jat galaksij in so med največjimi znanimi strukturami v Vesolju (ne pa tudi največje).
Tako kot se galaksije povezujejo v jate, tako se jate povezujejo v nadjate, te pa še naprej v galaktična vlakna oziroma komplekse nadjat, zidove itd.
Nadjate se delijo na galaktične oblake, ki jih sestavljajo jate galaksij.

## Seznam nadjat

### Bližnje nadjate
| Ime nadjate                   | Osnovno                                                               | Drugo |
| ----------------------------- | --------------------------------------------------------------------- | --- |
| Nadjata v Devici              | - z=0.000 (0svetlobnih let proč) - = 33 Mpc (110 million light years) | V njej je Krajevna skupina z našo Galaksijo. V njej je tudi Jata v Devici, ki leži blizu njenega središča. Včasih se imenuje tudi Krajevna nadjata. Naj bi vsebovala preko 47.000 galaksij. |
| Nadjata v Vodni kači-Kentavru |                                                                       | Je sestavljena iz dveh delov, včasih opisanih kot samostojni nadjati: - Nadjata v Vodni kači - Nadjata v Kentavru                                                                           |
| Nadjata v Perzeju-Ribah       |                                                                       | |
| Nadjata v Pavu-Indijancu      |                                                                       | |
| Nadjata v Berenkinih kodrih   |                                                                       | Tvori večino CfA Homunculusa, središča galaktičnega vlakna CfA2 Veliki Zid. |
| Nadjata v Kiparju             |                                                                       | SCl 9 |
| Nadjata v Herkulu             |                                                                       | SCl 160 |
| Nadjata v Levu                |                                                                       | SCl 93 |
| Nadjata v Kačenoscu           | - 17h 10m -22° - cz=8500–9000 km/s (center) - 18 Mpc x 26 Mpc         | Mogoče je skupaj s Nadjato v Pavu-Indijancu-Teleskopu in Nadjato v Herkulu povezana v galaktično vlakno.                                                                                    |
| Shapleyeva nadjata            | - z=0.046.(650 Mly away)                                              | Je druga odkrita nadjata, za Nadjato v Devici (Krajevna nadjata) |

### Oddaljene nadjate
| Ime nadjate                        | Osnovno                             | Drugo                                 |
| ---------------------------------- | ----------------------------------- | ------------------------------------- |
| Nadjata v Ribah-Kitu               |                                     |                                       |
| Nadjata v Volarju                  |                                     | SCl 138                               |
| Nadjata v Uri                      | z=0.063 (700 Mly) Dolžina = 550 Mly | Opisuje se jo kot Nadjato v Uri-Mreži |
| Nadjata v Severni kroni            |                                     |                                       |
| Nadjata v Golobu                   |                                     |                                       |
| Nadjata v Vodnarju                 |                                     |                                       |
| Nadjata Vodnar B                   |                                     |                                       |
| Nadjata v Vodnarju-Kozorogu        |                                     |                                       |
| Nadjata v Vodnarju-Kitu            |                                     |                                       |
| Nadjata Volar A                    |                                     |                                       |
| Nadjata v Dletcu                   |                                     | SCl 59                                |
| Nadjata v Zmaju                    |                                     |                                       |
| Nadjata v Zmaju-Velikem medvedu    |                                     |                                       |
| Nadjata v Peči-Eridanu             |                                     |                                       |
| Nadjata v Žerjavu                  |                                     |                                       |
| Nadjata Lev A                      |                                     |                                       |
| Nadjata v Levu-Sekstantu           |                                     |                                       |
| Nadjata v Levu-Devici              |                                     | SCl 107                               |
| Nadjata v Mikroskopu               |                                     | SCl 174                               |
| Nadjata v Pegazu-Ribah             |                                     | SCl 3                                 |
| Nadjata v Ribah                    |                                     | SCl 24                                |
| Nadjata v Ribah-Ovnu               |                                     |                                       |
| Nadjata v Velikem medvedu          |                                     |                                       |
| Nadjata v Devici-Berenkinih kodrih |                                     | SCl 111                               |

### Zelo oddaljene nadjate
| Ime nadjate                     | Osnovno             | Drugo |
| ------------------------------- | ------------------- | --- |
| Nadjata v Risu                  | z=1.27              | Odkrita leta 1999 (kot ClG J0848+4453, to ime se zdaj uporablja za opis zahodne jate in ClG J0849+4452 za vzhodno),. Ob odkritju je bila najbolj oddaljena znana nadjata.    |
| SCL @ 0018+16 at z=0.54 in SA26 | z=0.54              | Ta nadjata leži blizu radijske galaksije 54W084C (z=0.544) in je sestavljena vsaj iz treh velikih jat (CL 0016+16 (z=0.5455), RX J0018.3+1618 (z=0.5506), RX J0018.8+1602) . |
| MS 0302+17                      | z=0.42 Dolžina=6Mpc | Ima vsaj tri jate članice. |